# Yimnashana
Yimnashana är ett släkte av skalbaggar. Yimnashana ingår i familjen långhorningar.
Kladogram enligt Catalogue of Life:
| Yimnashana | \| \| Yimnashana ceylonica \| \| \| \| \| \| Yimnashana denticulata \| \| \| \| \| \| Yimnashana lungtauensis \| \| \| \| \| \| Yimnashana theae \| \| \| \| |
|            | \| \| Yimnashana ceylonica \| \| \| \| \| \| Yimnashana denticulata \| \| \| \| \| \| Yimnashana lungtauensis \| \| \| \| \| \| Yimnashana theae \| \| \| \| |
|            | Yimnashana ceylonica |
|            | |
|            | Yimnashana denticulata |
|            | |
|            | Yimnashana lungtauensis |
|            | |
|            | Yimnashana theae |
|            | |